# بيل ماركس (ملحن)
بيل ماركس (بالإنجليزية: Bill Marx)‏ هو ملحن أمريكي، ولد في 1937.